# Batalla de Colenso
La batalla de Colenso fou la tercera i última batalla de la Setmana Negra de la Segona Guerra Bòer. S'enfrontaren forces britàniques i forces bòer de la República Sud-africana i de l'Estat Lliure d'Orange als voltants de la vila de Colenso (Natal, Sud-àfrica) i el riu Tugela, el 15 de desembre de 1899. Una preparació i un reconeixement del terreny insuficients van dur a una derrota britànica.

## Antecedents
Poc abans de l'esclat de la guerra, el general Redvers Buller fou destinat a Sud-àfrica al comandament d'un cos d'exèrcit i fou nomenat comandant en cap de totes les forces britàniques a Sud-àfrica. En arribar, es va adonar que diverses guarnicions britàniques estaven aïllades i assetjades, en fronts molt distants i amb una comunicació molt limitada entre elles. Després de destacar algunes forces amb els generals Methuen i Gatacre als fronts occidental i central, Buller pren el comandament del seu destacament més gran per tal de dirigir-se directament a aixecar el setge de Ladysmith, a Natal.
En aquest front, el bòers havien dut a terme algunes incursions i batudes de reconeixement a la part del sud de la província, però davant de l'aproximació d'un gran contingent britànic s'havien retirat al nord del riu Tugela a la vora de Colenso i s'hi havien atrinxerat, blocant, d'aquesta manera, la carretera i la línia de ferrocarril que duia cap a Ladysmith. El pla inicial de Buller era fer avançar pel flanc i travessar el Tugela al gual de Potgieters, 80 quilòmetres riu amunt de Colenso. En tenir notícies que Gatacre i Methuen havien estat derrotats les batalles de Stormberg i Magersfontein, Buller va considerar que havia d'intentar socórrer Ladysmith al més aviat possible i reprendre així el comandament global de les seves forces a Sud-àfrica. D'altra banda, estava amoïnat pel fet que la marxa cap a Potgieters el deixaria sense comunicacions per telègraf amb la resta de Sud-àfrica; a més, la seva manca de carros i d'animals de tir podien fer que un xoc al voltant del gual de Potgieters el deixés aïllat i encerclat. Finalment, va decidir un assalt frontal a Colenso després d'un bombardeig d'artilleria de dos dies, començant el 13 de desembre.

## Els plans bòers
Piet Joubert, el comandant general del Transvaal, havia quedat incapacitat després de caure del cavall. Com a resultat, Louis Botha va assumir el comandament bòer en aquest front. La unitat bàsica de combat bòer era el comando, que, en teoria, estava format per tots els homes en disposició de lluitar d'un districte, dirigits per un Commandant escollit i administrat per un Feldcornet. Botha disposava de nou d'aquests comandos, més la força de policia de Swazilàndia disponible. Desplegà la força principal al nord del riu, de manera que cobrís els diversos guals que hi havia. El pla era obrir foc tan bon punt els britànics es disposessin a creuar, enganxar d'enfilada el flanc dret i la rereguarda amb una força disposada sobre un turó anomenat Hlangwane, al sud del riu, i atacar el flanc esquerre amb una altra força que travessaria unes quantes milles riu amunt.
El foc preparatori d'artilleria britànic no pogué fer blanc en les trinxeres bòer, ben camuflades, però tot i així els defensors del turó de Hlangwane abandonaren llurs posicions i es van replegar cap al nord del riu. Després que arribessin missatges d'encoratjament del president Paul Kruger de la República sudafricana, uns quants destacaments escollits per sorteig van reocupar el turó de Hlangwane el dia abans de l'atac de Buller va atacar.
Botha desplegà els comandos de Middelburg i de Johannesburg, amb un contingent de l'Estat Lliure d'Orange, al gual de Robinson, 13 quilòmetres riu amunt de Colenso; el comando d'Ermelo, al gual de Bridle, 5 quilòmetres (3 mi) riu amunt de Colenso; el comando de Zoutpansberg i la policia de Swazilàndia al gual de Punt al final d'un meandre del riu a l'est del gual de Bridle; els comandos de Heidelberg, Vryheid i Krugersdorp en una línia de kopjes de baixa altura i als marges del riu a Colenso mateix; finalment, els comandos de Wakkerstroom i de Standerton, a Hlangwane.

## Els plans britànics

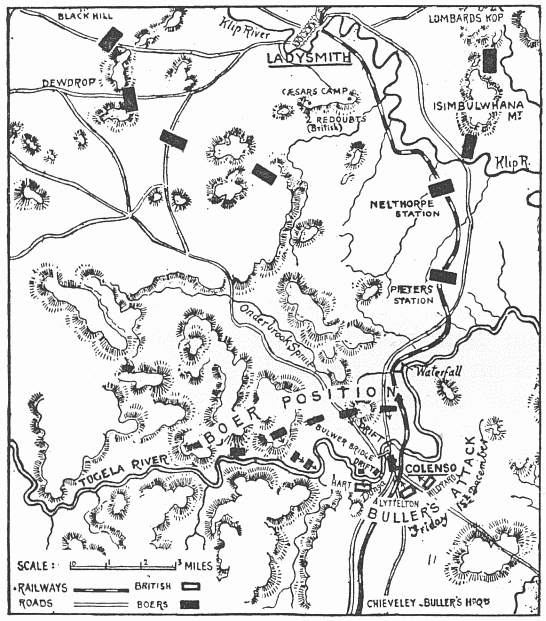
Posicions de Buller i de Botha al voltant de Colenso i, al nord, situació de Ladysmith

Buller tenia un greu problema amb l'escassetat d'oficials competents d'estat major, ja que la majoria havien quedat repartits amb els diversos cossos pels altres fronts arreu de Sud-àfrica. Tampoc disposava d'informació sobre la topografia de la zona i només tenia un mapa esquemàtic molt poc detallat, basat en mesures fetes per al ferrocarril i les granges i un altre mapa aproximat fet per un oficial d'artilleria.
Buller decidí que la 5a brigada d'infanteria (la brigada irlandesa) travessés el gual de Bridle Drift. La brigada estava formada per: el 1r batalló del Royal Inniskilling Fusiliers, el 1r del Connaught Rangers, el 2n del Dublin Royal Fusiliers i el 1r Regiment de Frontera, sota el comandament del General Arthur Fitzroy Hart. Mentrestant, la 2a brigada sota el comandament del general Henry J. T. Hildyard ocuparia el poble (on hi hi havia un altre gual i dos ponts sobre el Tugela, tot i que un d'ells ja havia estat enderrocat). La brigada de Hildyard incloïa el 2n batalló del Devonshire Regiment, el 2n del Queen's Royal Regiment, el 2n del West Yorkshire Regiment i el 2n del East Surrey Regiment. L'atac havia de tenir el suport de l'artilleria del coronel C. J. Long (les 14a i 66a bateries de l'artilleria reial i una bateria de sis canons navals de 12 lliures).
Un regiment de cavalleria regular, el 7è Dragoon Guards, sota el coronel J. F. Burn-Murdoch, protegia el flanc esquerre. A la dreta, Buller disposà que una brigada de cavalleria lleugera colonial i d'infanteria muntada dirigida per Lord Dundonald capturés el turó de Hlangwane. Tot i que Buller va reconèixer que Hlangwane era una posició difícil per a l'assalt, suposà que una vegada que les tropes de Hart i Hildyard haguessin establert caps de pont a la riba nord del Tugela, els bòers abandonarien el turó per por de quedar aïllats. La brigada de Dundonald estava formada per la infanteria muntada de Bethune (tres companyies), la infanteria muntada de Thorneycroft (tres companyies), els South African Light Horse (tres esquadrons) i un regiment compost format per un esquadró de la Imperial Light Horse, un esquadró del Natal Carbineers i dues companyies d'infanteria muntada procedents d'unitats d'infanteria britànica.
Dues brigades més d'infanteria estaven en reserva: la 4a brigada (lleugera) sota el general Neville Lyttelton i la 6a brigada (fusellers) comandada pel general Geoffrey Barton.
Buller també disposava de tres bateries més d'artilleria de camp (7a, 63a i 64a), i una altra bateria de vuit canons navals de 12 lliures i dos de 4,7 polzades, per donar suport a les tropes de flanqueig o en reserva.

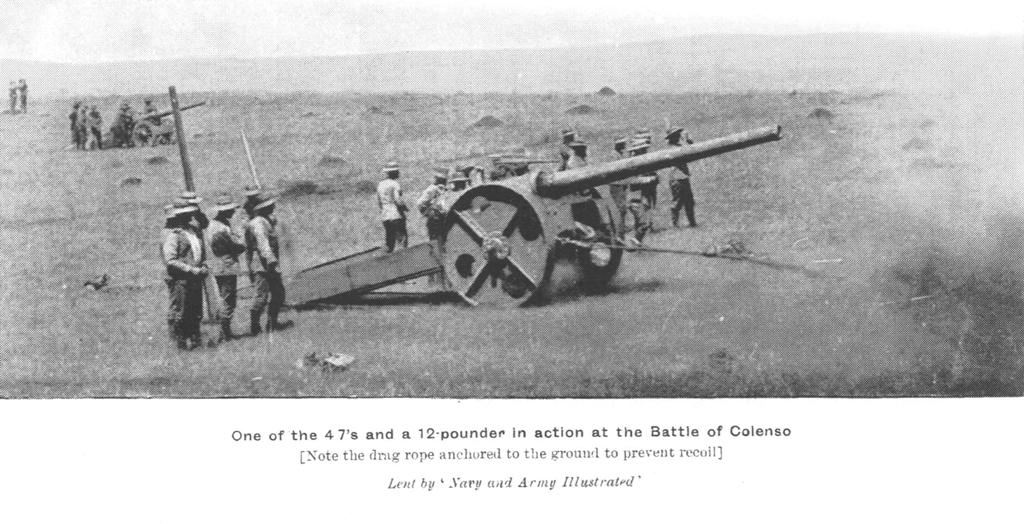
Canó de 4,7 polzades, de tir ràpid, en acció a Colenso

## Batalla
A l'alba del 15 desembre, Hart va fer desfilar els seus homes durant mitja hora i després els dugué en columna tancada cap al gual de Bridle. Tanmateix, el seu guia local, que no sabia anglès, va dirigir la brigada cap al gual equivocat, el gual Punt situat al final d'un meandre en el riu. Botha havia ordenat als seus homes que no disparessin fins que els britànics intentessin travessar el riu, pero la brigada de Hart, empantanegada en el meandre, era un objectiu massa llaminer; els bòers van obrir foc i la brigada de Hart patí més de 500 baixes abans de poder sortir del lloc. Els batallons van provar de desplaçar-se cap a l'esquerra i localitzar el gual de Bridle, però cada vegada Hart els ordenava retornar cap al meandre.
Mentrestant, mentre Hildyard es desplaçava cap a Colenso, les dues bateries de camp del coronel Long es van avançar i es van desplegar a camp obert a l'abast del foc de rifle dels bòers més propers. De bell nou, els britànics oferien un blanc temptador i els bòers van obrir foc. Els artillers britànics van respondre tot i patir fortes baixes, però aviat es van quedar sense munició i van refugiar-se en un donga (una llera seca d'un torrent) rere els canons. Els canons navals, tirats per bous, havien quedat endarrerits però finalment van poder entra en acció a 1500 metres de les trinxeres bòers.

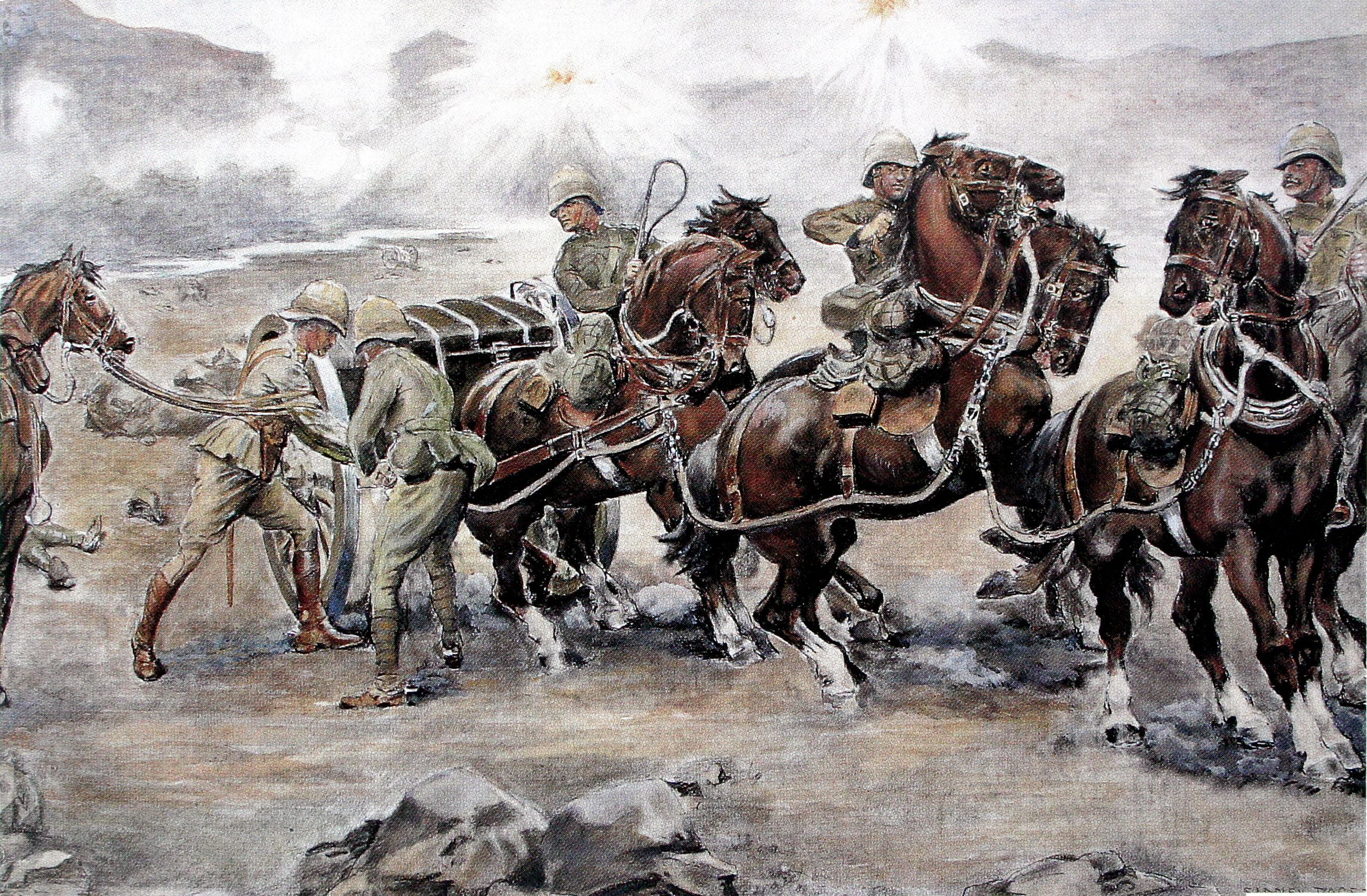
Salvant els canons a Colenso, il·lustració de Sidney Paget

Buller, a qui li havien arribat notícies que la seva cavalleria lleugera estava clavada als peus del Hlangwane i no podia avançar, va decidir abandonar a batalla, malgrat que els homes de Hildyard, avançant en formació oberta, tot just havien ocupat Colenso. Amb ferides lleus, es va avançar i demanà voluntaris per recuperar els canons de Long; dos grups van assumir la tasca y recuperaren dos canons. Un segon intent per recuperar la resta dels canons v fracassar quan els cavalls i els voluntaris van ser massacrats pell foc dels rifles bòers.
Durant la tarda, els britànics es van retirar al seu campament, deixant al camp de batalla deu canons, molts artillers ferits i alguns homes de Hildyard, que van ser capturats durant la nit. Tot i que Buller havia emprat poques reserves, argumentà que tot el dia sota un sol aclaparador hauria corcat la seva moral i força. Lyttelton destinà part de les seves tropes per protegir la retirada de la brigada de Hart, però el general Barton va rebutjar donar suport a les esgotades tropes de Dundonald o Hildyard.
L'exèrcit de Buller va patir 143 morts, 756 ferits i 220 capturats. Les baixes bòers van ser de vuit morts i 30 ferits.

## Conseqüències
Tot i que fou substituït com a comandant en cap de les forces a Sud-àfrica per Lord Roberts, Buller va romandre amb un comandament a Natal, malgrat la mort de Freddy Roberts.
Durant el mes següent, Buller va intentar de bell nou dur a terme el seu pla original de forçar el gual de Potgieters, però això va acabar amb la desastrosa batalla de Spion Kop. Més endavant, va retornar a Colenso i va aconseguir travessar el Tugela, amb un laboriós moviment de flanqueig i la captura del Hlangwane, que dominava el flanc esquerre bòer. Tot i així, encara van caldre deu dies més de combat, fins que les forces de Botha van quedar esgotades i van haver de retirar-se. Ladysmith va ser lliberat el 28 de febrer de 1900.
Després de la batalla de Colenso, es va concedir la creu Victòria a quatre soldats, la més alta condecoració més alta per valentia en el combat. Tots els condecorats van travessar una zona molt exposada sota el foc bòer i recuperaren dos dels dotze canons de les bateries 14a i 66a. Eren el capità Walter Norris Congreve, el capità Harry Norton Schofield, el caporal George Edward Nurse i el tinent Frederick Roberts (fill de Senyor de Mariscal del Camp Roberts), que va morir de les ferides dos dies més tard.